# Lige ved og næsten
Lige ved og næsten er det fjerde studiealbum fra den danske popsanger Tue West. Det blev udgivet den 31. maj 2010.
Musikmagasinet GAFFA gav albummet fire ud af seks stjerner, og det samme gjorde Soundvenue. Tue West peakede som nummer 37 på Hitlisten Album Top-40 og var kun 1 uge på listen.

## Spor
1. "Lige Ved Og Næsten"
2. "Kender Du.."
3. "Sanne Tog Til Jylland"
4. "Det Er Jeg Ikke Til"
5. "En Vinter Med En Ven"
6. "Alt Det De Sku Imod Alt Det De Ku"
7. "Jeg Vil Danse"
8. "Salige Sommer"
9. "Stik Mig En Sandhed"
10. "Ingen Sagde Nej"